# Cirolana tuberculata
Cirolana tuberculata là một loài chân đều trong họ Cirolanidae. Loài này được Richardson miêu tả khoa học năm 1910.